# Championnat du Ghana de football 2012-2013
Navigation
Saison précédente Saison suivante
La saison 2012-2013 du Championnat du Ghana de football est la cinquante-troisième édition de la première division au Ghana, la Glo Premier League. Elle regroupe, sous forme d'une poule unique, les seize meilleures équipes du pays qui se rencontrent deux fois, à domicile et à l'extérieur. En fin de saison, les trois derniers du classement sont relégués et remplacés par les trois meilleures formations de deuxième division.
C'est le club d'Asante Kotoko, tenant du titre, qui remporte à nouveau la compétition cette saison après avoir terminé en tête du classement final, avec trois points d'avance sur Berekum Chelsea et six sur un duo composé d'Ebusua Dwarfs et de Medeama SC. C'est le vingt-troisième titre de champion du Ghana de l'histoire du club, qui manque le doublé, à la suite d'une défaite en finale de la Coupe du Ghana face à Medeama SC.

## Les clubs participants
| - Hearts of Oak SC - Asante Kotoko - Ashanti Gold SC - New Edubiase United - Tema Youth - King Faisal Babies - Promu de D2 - Berekum Arsenal - Berekum Chelsea | - All Stars FC - Medeama SC - Heart of Lions Kpando - Ebusua Dwarfs - Real Tamale United - Promu de D2 - Aduana Stars - Liberty Professionals - Amidaus Professionals - Promu de D2 |

## Compétition
Le barème de points servant à établir les classements se décompose ainsi :
- Victoire : 3 points
- Match nul : 1 point
- Défaite : 0 point

### Classement
| Rang | Équipe                 | Pts | J  | G  | N  | P  | Bp | Bc | Diff |
| ---- | ---------------------- | --- | -- | -- | -- | -- | -- | -- | ---- |
| 1    | Asante KotokoT         | 56  | 30 | 14 | 14 | 2  | 39 | 23 | +16  |
| 2    | Berekum Chelsea        | 53  | 30 | 15 | 8  | 7  | 33 | 26 | +7   |
| 3    | Ebusua Dwarfs          | 50  | 30 | 15 | 5  | 10 | 40 | 27 | +13  |
| 4    | Medeama SCC            | 50  | 30 | 14 | 8  | 8  | 32 | 25 | +7   |
| 5    | Hearts of Oak          | 49  | 30 | 13 | 10 | 7  | 46 | 32 | +14  |
| 6    | Ashanti Gold SC        | 47  | 30 | 13 | 8  | 9  | 36 | 29 | +7   |
| 7    | Aduana Stars           | 45  | 30 | 12 | 9  | 9  | 28 | 25 | +3   |
| 8    | King Faisal BabesP     | 41  | 30 | 11 | 8  | 11 | 28 | 30 | -2   |
| 9    | New Edubiase United    | 40  | 30 | 11 | 7  | 12 | 25 | 25 | 0    |
| 10   | All Stars FC           | 39  | 30 | 9  | 12 | 9  | 30 | 24 | +6   |
| 11   | Amidaus ProfessionalsP | 39  | 30 | 10 | 9  | 11 | 32 | 33 | -1   |
| 12   | Liberty Professionals  | 38  | 30 | 10 | 8  | 12 | 32 | 33 | -1   |
| 13   | Heart of Lions         | 36  | 30 | 9  | 9  | 12 | 31 | 33 | -2   |
| 14   | Tema Youth             | 31  | 30 | 7  | 10 | 13 | 33 | 35 | -2   |
| 15   | Berekum Arsenal        | 29  | 30 | 6  | 11 | 13 | 25 | 41 | -16  |
| 16   | Real Tamale UnitedP    | 6   | 30 | 0  | 6  | 24 | 20 | 69 | -49  |

|  | Qualification pour la Ligue des champions de la CAF 2014                              |
|  | Qualification pour la Coupe de la confédération 2014                                  |
|  | Relégation directe en deuxième division                                               |
|  | T : Tenant du titre C : Vainqueur de la Coupe du Ghana P : Promu de deuxième division |

## Bilan de la saison
| Championnat du Ghana de football 2012-2013 |                           |
| Champion                                   | Asante Kotoko (23e titre) |
| Coupes et trophées                         |                           |
| Vainqueur de la Coupe du Ghana 2012-2013   | Medeama SC                |
| Qualifications continentales               |                           |
| Ligue des champions de la CAF 2014         | Asante Kotoko             |
| Coupe de la confédération 2014             | Medeama SC                |
| Promotions et relégations                  |                           |
| Promus en Premier League                   | Bechem United             |
| Promus en Premier League                   | Sekondi Hasaacas          |
| Promus en Premier League                   | International Allies FC   |
| Relégués en Second League                  | Tema Youth                |
| Relégués en Second League                  | Berekum Arsenal           |
| Relégués en Second League                  | Real Tamale United        |